# Otierre
Gli Otierre (conosciuti anche come OTR) sono un gruppo musicale rap italiano, nato nel 1991 a Varese e scioltosi nel 1998. Nel 2012 il gruppo riprende la sua attività con il nome OTR/Gente Guasta.

## Storia del gruppo
Gli Otierre (Originale Trasmissione del Ritmo) nascono come crew con l'intento di racchiudere tutte le discipline dell'hip hop nella zona di Varese, si tratta infatti di un gruppo molto folto ed eterogeneo composto, tra gli altri, dagli MC's Azza, Esa, Intru, Limite, Polare, Thor e dai DJ's, Irmu, Vigor, Vez; nella Crew entrerà anche Tormento, il fratello minore di Esa e si assocerà La Pina, la quale diventerà compagna di Esa sia musicalmente sia nella vita.
La crescita dell'hip hop nel settentrione italiano permette l'organizzazione delle prime jam, con tanto di sfide di freestyle e di ballo. Nel 1992 esce il demotape L'anno della riscossa, seguito dal singolo Ragga no droga. Il gruppo ottiene così una certa notorietà, tanto che il rapper Frankie hi-nrg mc gli dedicherà un brano, intitolato Omaggio, Tributo, Riconoscimento, sul suo album Verba manent.
In questo periodo gli Otierre stanno lavorando all'LP Quel sapore particolare, al quale La Pina collabora in due brani, che uscirà nel 1994. Il brano Quando meno te l'aspetti, incentrato su una storia d'amore tra i banchi di scuola, ottiene una discreta visibilità radiofonica, soprattutto grazie a Radio Deejay. Il successo del brano lo farà citare dagli Articolo 31 nel loro secondo album, ma soprattutto porterà gli Otierre a presentare il brano a Un disco per l'estate e ad essere ospiti fissi e poi conduttori di Venerdireppa (poi One Two One Two), programma notturno di Radio Deejay, il primo dedicato al rap da una radio di diffusione nazionale. Nel frattempo Tormento e DJ Irmu lasciano la crew per dare vita al gruppo dei Sottotono insieme al beatmaker Fish e all'MC Nega.
La notorietà raggiunta dagli Otierre permette loro di essere chiamati ad aprire il concerto milanese dei Public Enemy, partecipando anche attivamente al concerto e facendo freestyle con il gruppo newyorkese.
Nel 1996 il gruppo si è ridotto ai soli Esa, Polare, Vez e Vigor e nello stesso anno avviene la fondazione della Sede (luogo di ritrovo e casa di produzione della crew) a Varese, della Mixmen Connection (insieme ad altri rapper che gravitavano intorno alla crew, come Bassi Maestro e Davo) e del collettivo La Connessione, che unisce l'hip hop italiano con quello tedesco e belga ed in cui collaborano artisti come Torch e Toni-L dalla Germania (quest'ultimo collaborerà in un brano del secondo album del gruppo), Bou e Rival Capone (CNN199 Crew) da Bruxelles. Nel 1997 esce Dalla sede, come Otierre feat. La Pina. Il progetto segna un ottimo successo nell'underground italiano grazie a pezzi come Ce n'è o Rispettane l'aroma, diventati poi classici del genere.
Dopo Dalla sede i membri della Otierre si dedicano a carriere soliste: in questo contesto Esa e Polare cambiano i loro nomi in El Presidente e Polaroide portando avanti il duo Gente Guasta, Esa pubblica nel 2002 il disco solista Tutti gli uomini del presidente, La Pina (che aveva già pubblicato un disco solista nel '95) dopo altri due album diverrà speaker a Radio Deejay.
A partire dal 2002 vi sono state diverse serate di Reunion degli OTR con la partecipazione dei soli Azza, Esa, Polare, Vez e Vigor, talvolta con la presenza de La Pina o di Tormento. A fine 2012 è uscito un nuovo album con Esa, Polare, Vigor e Skizo sotto il nome di OTR/Gente Guasta ed intitolato Sintonizzati.
Il 21 ottobre 2014 segna il ritorno degli OTR sulle scene musicali con un nuovo singolo (accompagnato anche da uno street video) intitolato È presto, che anticiperà l'uscita del prossimo album del gruppo "Musica d'azione", la cui uscita è stata fissata inizialmente per il mese di gennaio 2016. Il 19 febbraio 2015 viene pubblicato il video del brano Musica d'azione seguito dai singoli Vox populi, (pubblicato il 18 agosto 2015 e accompagnato dal rispettivo videoclip) e Potàla (pubblicato il 1º settembre dello stesso anno e accompagnato dal video).
L'11 giugno 2018 esce il brano il vero rap degli OTR prodotto da Dj Shocca.
Il 15 Aprile 2022 per i 30 anni di attività del gruppo pubblicano l’album Splendente con la partecipazione di ospiti come Dj Bront, Ice One, Dj Shocca e Tormento.

## Formazione

### Formazione attuale
- Esa - MC, beatmaker (1991-1998), (2012-in corso)
- Polare - MC (1991-1998), (2012-in corso)
- DJ Vigor - DJ (1991-1998), (2012-in corso)
- DJ Skizo - DJ (2012-in corso)

### Ex componenti
- Vez - fonico, beatmaker (1991-1998)
- La Pina - MC

## Discografia

### Demo
- 1992 - L'anno della riscossa

### Album in studio
- 1994 – Quel sapore particolare
- 1997 – Dalla sede
- 2012 – Sintonizzati (come Otierre / Gente Guasta)
- 2022 – Splendente

### Compilation
- 1992 – Fondamentale vol. 1 (LP, CVX 472898)
- 1994 – Nati per rappare
- 1994 – Venerdì rappa - La compilation rap di Radio Deejay (Flying Records)

### Colonne sonore
- 1997 – Torino Boys (con il remix di Ce n'è realizzato da Alien Army)

### Singoli
- 1992 – Ragga no droga
- 1994 – Quando meno te l'aspetti
- 1994 – Heey!/Dei colori (12", CVX 013)
- 1997 – Ce n'è
- 1997 – Rispettane l'aroma
- 2012 – Sintonizzati - (come Otierre / Gente Guasta)
- 2014 – È presto
- 2015 – Vox populi
- 2018 – il vero rap prod by Dj Shocca